# Häggblomfluga
Häggblomfluga (Cheilosia rufimana) är en tvåvingeart som först beskrevs av Becker 1894.  Häggblomfluga ingår i släktet örtblomflugor, och familjen blomflugor. Arten är reproducerande i Sverige. Inga underarter finns listade i Catalogue of Life.